# كفر عمار
قرية كفر عمار هي إحدى القرى التابعة لمركز العياط في محافظة الجيزة في جمهورية مصر العربية. حسب إحصاءات سنة 2006، بلغ إجمالي السكان في كفر عمار 10360 نسمة، منهم 5496 رجل و4864 امرأة.